# Anders Underdal
Anders Underdal (ur. 3 września 1880 w Nord-Aurdal, zm. 15 grudnia 1973 w Valdres) – norweski poeta.
Znany powszechnie jako skald z Valdres. Ojciec pisarki Margit Sandemo, która wielokrotnie twierdziła, że był nieślubnym synem Bjørnstjerne Bjørnsona. W czasie wojny działał w faszystowskiej partii Nasjonal Samling, dla której pisał teksty pieśni. Po wojnie został zatrzymany i umieszczony w obozie pracy przymusowej, skąd zwolniono go warunkowo 7 czerwca 1947 roku.